# Mixage 9
Mixage 9 (ricordata anche come Mixage '87) è una compilation di brani musicali famosi nel 1987, pubblicata nell'estate di quell'anno. La compilation venne pubblicata dalla Baby Records nei formati LP e MC. 

## Tracce
Lato A
1. Den Harrow – Don't Break My Heart - 3:28
2. Chriss – With A Boy Like You - 3:28
3. William Pitt – City Lights - 3:43
4. Caroline Loeb – C'est la ouate - 2:57
5. Out – Electrica Salsa - 3:06
6. Manuela – I'm Crazy For You - 3:00
7. Joe Trio – Back Home - 3:14

Lato B
1. Glen White – 	Tv Lover - 3:57
2. Eddy Huntington – Meet My Friend - 2:39
3. Tom Hooker – Atlantis - 3:21
4. Torrevado – Give Me Your Heart Tonight (Remix) - 3:33
5. La Bionda – One For You, One For Me - 2:14
6. The Midnight's Moskow – Tovarisc Gorbaciov - 3:45
7. Italian Boys – Forever Lovers - 3:27

## Classifiche

### Classifiche di fine anno
| Classifica (1987) | Posizione | Max Posizione |
| ----------------- | --------- | ------------- |
| Italia            | 64        | 13            |